# ビガス・ルナ
ビガス・ルナ（Bigas Luna, 1946年3月19日 - 2013年4月6日）は、スペイン・バルセロナ出身の映画監督・脚本家である。

## 来歴
映画監督になる前は、インテリア・デザイナーや画家として働いていた。
1992年の『ハモンハモン』でヴェネツィア国際映画祭銀獅子賞を受賞している。
2013年4月6日、癌のため死去。67歳歿。

## 主な監督作品
- ルルの時代 Las Edades de Lulu (1990)
- ハモンハモン Jamon, jamon (1992)
- ゴールデン・ボールズ Huevos de oro (1993)
- おっぱいとお月さま La Teta y la luna (1994)
- 裸のマハ Volaverunt (1999) (カタルーニャ語)
- マルティナは海 Son de mar (2001) (カタルーニャ語)